# بوم‌شناسی انسانی
بوم‌شناسی انسانی (به انگلیسی: Human ecology)، یک مطالعه میان‌رشته‌ای و ترارشته‌ای از رابطه بین انسان‌ها و محیط طبیعی، اجتماعی و محیط ساخته‌شده به دست بشر است. فلسفه و مطالعه بوم‌شناسی انسانی دارای تاریخچه‌ای گسترده و پیشرفته در زمینه محیط زیست، جغرافیا، جامعه‌شناسی، روان‌شناسی، انسان‌شناسی، زیست‌شناسی، همه‌گیرشناسی، بهداشت عمومی و اقتصاد خانگی هست.

## تاریخچه
تاریخ بوم‌شناسی انسان ریشه‌های قوی در بخش‌های جغرافیا و جامعه‌شناسی اواخر قرن نوزدهم دارد. در این زمینه یک پیشرفت مهم تاریخی یا برجسته‌ای که پژوهش را به روابط زیست‌محیطی بین انسان‌ها و محیط‌های شهری آن‌ها تحریک می‌کرد، در کتاب جورج پرکینز مارش به‌نام «مرد و طبیعت: جغرافیای فیزیکی که توسط اقدامات انسانی تغییر کرد»، که در سال۱۸۶۴ منتشر شد، پیدا شد. مارش علاقه‌مند به عامل فعال درهم‌کنش‌های انسان-طبیعت (پیشگام اولیه در بوم‌شناسی شهری یا ساختار جاویژه انسانی) در اشاره مکرر به اقتصاد طبیعت بود.
اولین استفاده در زبان انگلیسی از اصطلاح «بوم‌شناسی» به شیمی‌دان آمریکایی و بنیان‌گذار حوزه اقتصاد خانه، الن سوالو ریچاردز نسبت داده می‌شود. ریچاردز ابتدا این اصطلاح را به عنوان «Oekology» در سال ۱۸۹۲ میلادی معرفی کرد و بعدها اصطلاح «بوم‌شناسی انسانی» را توسعه داد.
اصطلاح «بوم‌شناسی انسانی» در سال ۱۹۰۷ در اثر ریچاردز به‌نام «بهداشت در زندگی روزمره» منتشر شد، که در آن «مطالعه محیط اطراف انسان‌ها در تأثیرات آنها در زندگی مردان» است. استفاده ریچاردز از این اصطلاح، انسان را به عنوان بخشی از طبیعت و نه جدا از طبیعت شناساند. این اصطلاح نخستین حضور رسمی خود را در زمینه جامعه‌شناسی در کتاب «مقدمه‌ای بر علوم جامعه‌شناسی» که در سال ۱۹۲۱ میلادی منتشر شد، داشت. این کتاب به‌وسیله رابرت ازرا پارک و ارنست واتسون برگس (نشر دانشکده جامعه‌شناسی دانشگاه شیکاگو) نوشته شد. دانش‌آموز آنها، رادریک مک‌کنزی کمک کرد که زیست‌بوم انسانی را به عنوان یک زیرمجموعه در مکتب شیکاگو تقویت کند. این نویسندگان بر تفاوت بین بوم‌شناسی انسانی و محیط زیست به‌ طور کلی با برجسته کردن تکامل فرهنگی در جوامع انسانی تأکید داشتند.

## بررسی اجمالی
بوم‌شناسی انسانی به عنوان نوعی تحلیل برای روابط انسانی تعریف شده‌است که به‌طور سنتی برای گیاه‌ها و حیوان‌ها در محیط‌زیست مورد استفاده قرار می‌گیرد. در حرکت به سوی این هدف، بوم‌شناسان انسانی (که می‌توانند شامل جامعه‌شناسان باشند) دیدگاه‌های گوناگون از طیف وسیعی از رشته‌ها شامل «دیدگاه‌های گسترده‌تر» را پوشش می‌دهند. : 107  در اولین شماره مجله «بوم‌شناسی انسانی: ژورنال میان‌رشته‌ای» (در سال ۱۹۷۲ میلادی) سردبیران آن یک بیانیه ابتدایی در زمینه موضوعاتی در بوم‌شناسی انسانی دادند. بیانیه آن‌ها یک مروری گسترده دربارهٔ ماهیت میان‌رشته‌ای موضوع ارائه می‌دهد:
- سازگاری ژنتیکی، فیزیولوژیکی و اجتماعی با محیط زیست و تغییرات محیطی؛
- نقش عوامل اجتماعی، فرهنگی و روان‌شناختی در حفظ یا نابودی زیست‌بوم‌ها؛
- تأثیر تراکم جمعیت بر سلامت، سازمان اجتماعی یا کیفیت محیط زیست؛
- مشکلات سازگاری جدید در محیط‌های شهری؛
- درون‌کنش‌های فنی و تغییرات محیطی؛
- توسعه اصول متحد در مطالعه سازگاری زیست‌شناسانه و فرهنگی؛
- پیدایش ناهنجاری‌ها در تکامل زیستی و فرهنگی انسان؛
- رابطه کیفیت و کمیت غذایی با عملکرد فیزیکی و فکری و تغییرات جمعیتی؛
- استفاده از رایانه‌ها، دستگاه‌های سنجش از راه دور و سایر ابزارها و فناوری‌های جدید[۱۳] : 1

## مجله‌های کلیدی
- محیط‌زیست و جامعه
- بوم‌شناسی انسانی: ژورنال میان‌رشته‌ای
- گزارش بوم‌شناسی انسانی
- ژورنال بوم‌شناسی سیاسی